# Hem jag längtar
Hem jag längtar är en psalmtext översatt från tyska till svenska av Oscar Ahnfelt 1855 för hans sångsamling Andeliga sånger. Ursprungstiteln är Heimweh fühl' ich. Sohn vom Hause, författad av Johann Baptist Albertini och publicerades 1821 i Geistliche Lieder für Mitgleider und Freunde der Brüdergemeinde. Sången har tre 4-radiga verser.
Melodin möjligen komponerad av Oscar Ahnfelt.

## Publicerad i
- Andeliga sånger 1855, häfte 4 av 12, som sång nr 43 med titeln som inledningsraden. Samt i nyutgåvan av EFS 1893.
- Hemlandssånger 1891 och 1891, som nr 434 under rubriken "Hemlängtan".
- Sions Sånger 1951 som nr 65.
- Sions Sånger 1981, som nr 218 under rubriken "Längtan till hemlandet".
- Lova Herren 1988, som nr 659 under rubriken "Trons mål".